# 삼각주

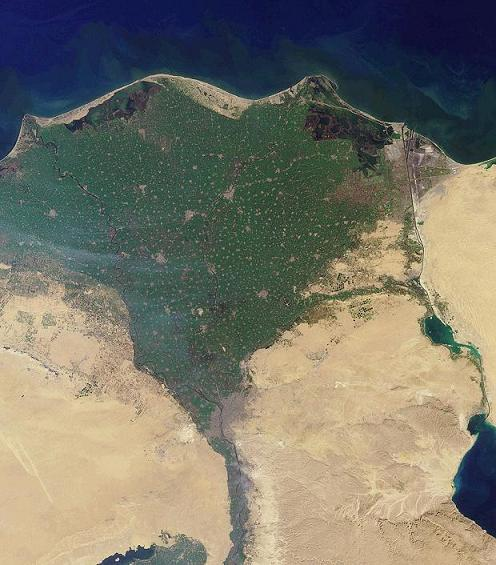
나일 강 삼각주

삼각주(三角洲, river delta)는 하천에 떠내려온 토사(土砂)와 같은 침전물이 흐름이 느릿느릿해지는 하구에 오랜 시간 동안 고이고 퇴적되어 형성된 지형이다. 대개 삼각주는 그 형태가 삼각형일 때가 많으며 그리스 문자 델타의 대문자(Δ)와 유사하여 델타라고도 한다. 큰 삼각주는 주로 유량이 많은 강이 바다로 흘러들어갈 때 생기며, 내해·강어귀·호수·저수지 등에 합류할 때나, 드물게는 다른 강과 교차할 때 생기기도 한다. 삼각주는 대개 강 유역의 규모나 형태, 지정학적 위치에 따라 천차만별로 발달하며, 분수령에서 침전물을 공급하는 작용과 강 유역에서 침전물을 흩거나 퍼뜨리는 작용이 균형을 이루어 그 면적과 형태가 유지된다.
삼각주가 형성된 유역은 육지에서 강을 따라 운반된 영양분이 많이 포함된 물질이 퇴적되기 때문에 토양이 기름져서 농사짓기에 알맞다. 때문에 나일강 대삼각주처럼, 어떤 삼각주들은 농업 생산성과 인구 증가의 근원으로서 기능하여 인류의 문명이 융성하는 데 밑바탕 역할을 하기도 한다. 또한, 이러한 삼각주들은 군사적으로도 해안가 방어를 용이하게 만들어 주거나, 생활에 필요한 담수를 구하기 쉽게 만들어 주기도 한다. 뿐만 아니라 삼각주를 터전으로 삼는 동식물도 많고, 종의 다양성도 풍부하여 종종 생태학적으로도 막대한 가치를 가진다.
세계의 주요 삼각주로는 나일강 삼각주, 미시시피강 삼각주, 메콩강 삼각주 등이 있으며, 한국에는 낙동강 하구의 낙동강 삼각주가 대표적인 삼각주이다. 황해로 흘러드는 하천은 퇴적물이 바다 쪽으로 쓸려 가기 때문에 삼각주가 잘 형성되지 않는다.

## 어원
영어를 포함한 유럽권 언어에서 삼각주를 가리키는 명칭은 그리스어에서 유래한 델타(Delta)로, 그리스 문자의 델타 대문자(Δ)가 나일강 삼각주와 형태가 매우 유사해 붙여졌다. 동양의 한자 문화권에서의 명칭 삼각주(三角洲) 역시 델타가 가진 세모꼴 특징에 기인하여 만들어진 것이다. 이 명칭에서 주(洲)는 섬이라는 뜻으로, 삼면이 수역으로 둘러싸여 다른 육지들과 떨어져 있는 특징에 기인했다.
나일강 삼각주가 가지는 독특한 세모꼴 모양은 고전 시대 아테네의 희곡에서도 종종 묘사되는데, 아이스킬로스는 그가 집필한 작품 중 비극 《결박된 프로메테우스》에서 나일강 유역이 삼각형을 띤다는 것을 묘사했다. 하지만 이 작품에서는 델타라는 표현은 나오지 않았다. 헤로도토스가 집필한 《역사》에서 삼각주를 가리켜 델타라고 일컫는 부분이 14번 나온다. 이 저서에서는 또한 토사가 바다로 흘러들어가면서 해변 쪽이 불룩하게 굽어 있는 삼각형 모양을 띠게 되었다고 그 대략적인 형성원리와 모습까지 상세하게 묘사되어 있다. 또다른 그리스 역사가 폴리비오스 역시, "델타"라는 단어를 사용하지는 않았지만, 론강과 이제르강 유역에 둘러싸여 생긴 섬 형태의 육지 모습을 나일강 삼각주에 빗대었다.
로마 시대에서도 지리학자 스트라본이 알렉산드로스 3세의 인도 정벌에 따라나선 키니코스 학파의 오네시크리투스가 이 지역 땅을 가리켜 "델타"라고 칭한 적 있다고 기록한 바 있다.(고대 그리스어: καλεῖ δὲ τὴν νῆσον δέλτα, 해석: 그는 그 섬을 가리켜 델타라 칭했다) 한편 아리아노스는 저서 《인디카》에서 "인도의 인더스강이 만들어내는 삼각주(델타)는 이집트가 가진 삼각주에 비길 만하다"고 기록했다. 영미권에서 삼각주 지형을 가리켜 용어 델타를 맨 처음 사용한 것으로 확인된 사람은 18세기 말엽 영국의 사학자 에드워드 기번이다.

## 형성 과정

강과 호수의 만남으로 형성되는 삼각주

삼각주는 발원이 되는 강이 호수·바다·저수지와 같은 넓은 수원지, 강이 함유한 침전물을 운반할 수 있는 급류 없이 잔잔하게 흐르는 강, 또는 수력으로 인한 퇴적이 이루어지는 내륙지 등에 접하여 그 지역에 침전물을 꾸준히 운반하면서 생겨난다. 더불어 삼각주가 형성되려면 파도나 해류로 퇴적물이 흩어지는 양이 쌓이는 양보다 많아지는 일이 없도록 조수간만의 차가 적어야 한다. 흐르는 물이 정지하고 있는 수원으로 흘러들어가면, 그 흐름이 수도의 방향을 벗어나 넓게 흩어진다. 흘러들어간 물이 여러 방향으로 흩어지면서 자연스럽게 유속은 줄어들고, 그에 따라 함유하고 있던 하상(河床) 침전물을 운반하는 힘이 약해진다. 그래서 휩쓸려가던 침전물은 추진력을 잃고 유수와 수원이 만나는 자리에 충적층을 쌓으며, 이 충적층의 규모가 점차 확장되어 삼각주가 생겨나는 것이다. 시간이 점차 흐르면서, 수원에 유수가 흘러들어가는 지형 부분이 좀더 뚜렷한 삼각형의 모습을 띠게 되며, 미시시피강·우랄강 삼각주처럼 새발 모양을 띠게 되기도 한다. 이 세모꼴 지형의 규모가 커질수록 기울기가 점차 완만해지게 된다.